# Calicnemia mortoni
Calicnemia mortoni är en trollsländeart som först beskrevs av Harry Hyde Laidlaw, Jr. 1917.  Calicnemia mortoni ingår i släktet Calicnemia och familjen flodflicksländor. IUCN kategoriserar arten globalt som livskraftig. Inga underarter finns listade i Catalogue of Life.